# Enrico Gaede
Enrico Gaede (* 31. Januar 1982 in Stralsund) ist ein ehemaliger  deutscher Fußballspieler, der zuletzt für den KSV Hessen Kassel spielte.

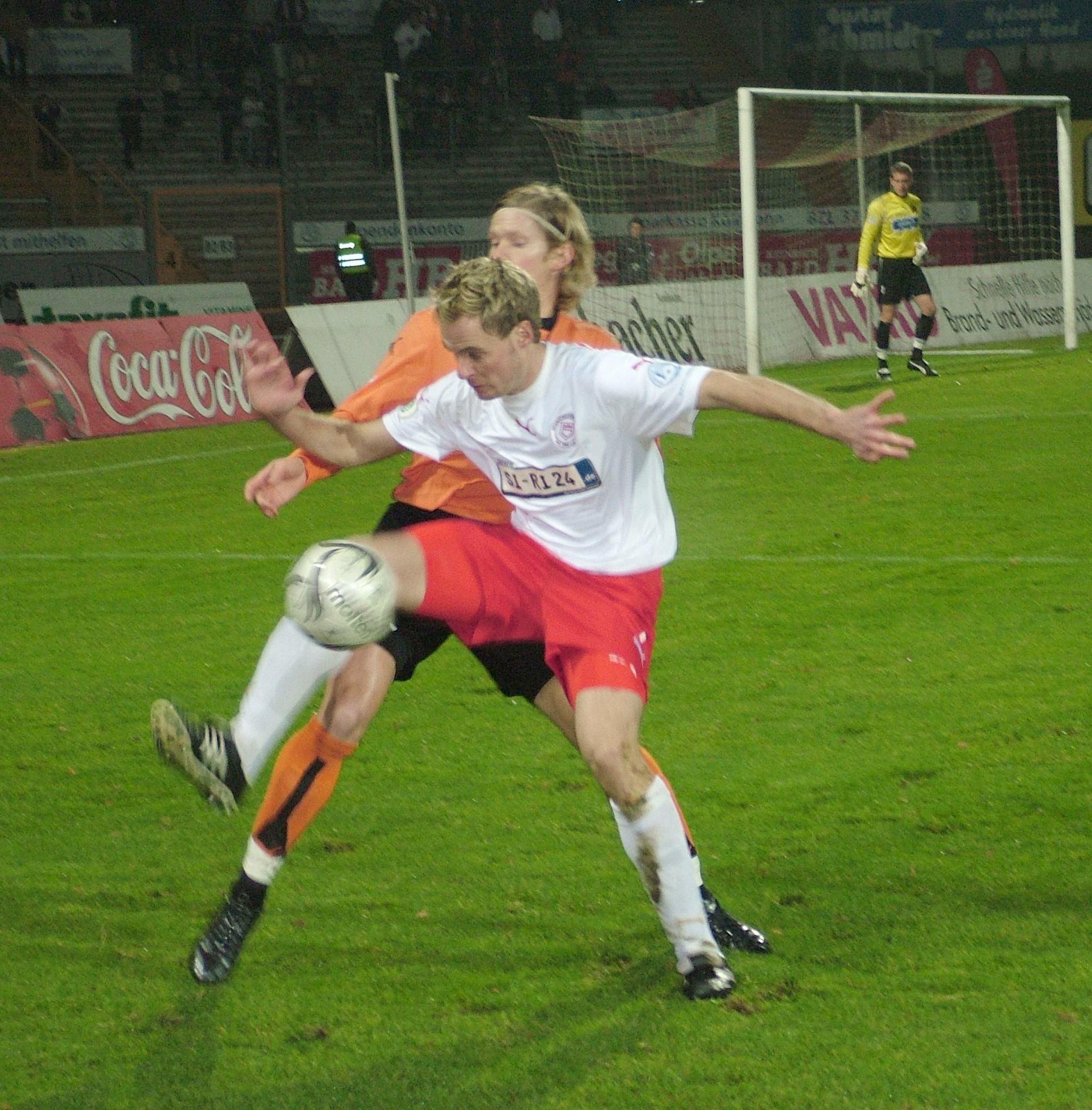
Enrico Gaede im Trikot der Sportfreunde Siegen gegen Rene Okle

## Karriere
Seine Karriere begann der Mittelfeldspieler beim FC Pommern Stralsund. Dort wurde er von den Scouts von Borussia Mönchengladbach entdeckt und spielte für Mönchengladbach 35-mal in der Fußball-Bundesliga. In der Winterpause der Saison 2004/05 wurde er an Rot-Weiss Essen ausgeliehen, da er vom damaligen Borussen-Trainer Dick Advocaat nicht berücksichtigt wurde. Für Essen bestritt er aufgrund einer Verletzung nur neun Zweitligaspiele.
Nach dem Abstieg von Essen in die Regionalliga wechselte Gaede zur Saison 2005/06 zum Bundesliga-Absteiger Hansa Rostock und kehrte damit nach Mecklenburg-Vorpommern zurück. Allerdings konnte er sich auch dort nicht durchsetzen und absolvierte in der Saison 2005/06 nur zwölf Spiele. 2006/07 kam er gar nicht zum Einsatz. Von Januar 2007 bis 2008 schnürte er seine Fußballschuhe für den Drittligisten Sportfreunde Siegen.
Seit 2008 spielte Gaede für den KSV Hessen Kassel, für den er am 23. August 2008 im Spiel gegen den SV Waldhof Mannheim debütierte, als er von Trainer Mirko Dickhaut in die Startelf gestellt wurde. Seit der Saison 2009/10 war er Kapitän der Mannschaft bis 2012.  Zuletzt verlängerte er 2013 den Vertrag bei den Hessen für 2 Jahre.
Am 2. April 2015 erklärte Gaede, nach der Saison 2014/15 seine Fußballkarriere beenden zu wollen.